# La 628-E8
La 628-E8 (628-E8 — Путешествие на автомобиле — роман французского писателя Октава Мирбо,  опубликованный в 1907 году. 
Книга посвящена автомобилестроителю Фернану Шаррону (1866 - 1928).

## Сюжет
Судя по всему, это история о путешествии на машине по Бельгии, Голландии и Германии. Название произведения — номерной знак автомобиля, принадлежавшего ему. 
"La 628-Е8" стал первым литературным произведением, где механический экипаж предстал не только в образе одного из героев, но и предлагается в качестве символа эпохи.

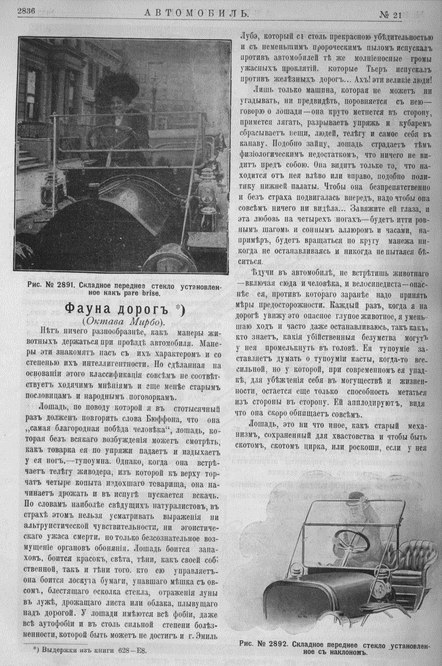
фауна дороги, 1909

Мирбо добавляет в текст романа скандальный рассказ о «Смерти Бальзака», в котором говорится о смерти Оноре де Бальзака и его агонии, в то время как в соседней комнате его жена мадам Эвелина Ганская занималась сексуальными играми с художником Жаном Жигу (1806 - 1894).
Мирбо определяет свой проект следующим образом: 
«Это правда газета? Это вообще поездка? Скорее, это не сны, мечты, воспоминания, впечатления, истории, которые чаще всего не имеют никакого отношения, не имеют видимой связи с посещенными странами…»

## Русский перевод
Роман вышел в русском анонимном переводе в издательстве "Шиповник", Санкт-Петербург, в 1908 году.
В 1983 году был сделан и выпущен в самиздате ещё один перевод (также анонимный). 
В постсоветское время по-русски не издавался.